# Душак
Душак (туркм. Duşak) — посёлок городского типа в Какинском этрапе Ахалского велаята, Туркмения. В посёлке расположена одноимённая железнодорожная станция (на линии Ашхабад — Теджен).
Статус посёлка городского типа с 1935 года.
14 октября 1918 года около станции Душак произошло крупное сражение, в котором советские войска были разгромлены английскими интервентами. Значительные потери, понесённые англичанами в бою за Душак, стали одной из причин прекращения военных действий Великобритании против Советской России.
В 4 км южнее посёлка Душак и в 175 км к северо-востоку от Ашхабада находится археологический памятник бронзового века язской культуры Улуг-депе площадью 26 га, который входит в систему таких крупных поселений древних земледельцев предгорной полосы Копетдага вместе с Кара-депе, Намазга-депе, Алтын-депе и Йылгынлы-депе. Наиболее ранние слои Улуг-депе относятся к периоду развитого энеолита. Для изучения роли миграций в переходе бронзовый век/железный век на юге Средней Азии была исследована митохондриальная ДНК из 17 скелетов, выкопанных в Улуг-депе. Определённые митохондриальные гаплогруппы оказались близки к таковым в современных западно-евразийских популяциях Были обнаружены гаплогруппы, разделённые между степными популяциями и Улуг-Депе, что свидетельствует о потоке генов между Южной Центральной Азией и Степью, который увеличился в течение железного века Улуг-Депе.

## Население
| 1959 | 1970 | 1979 | 1989 |
| ---- | ---- | ---- | ---- |
| 1693 | 2546 | 3862 | 4814 |